# Franziskanerkloster Kulmsee
Das Franziskanerkloster Kulmsee war eine Niederlassung der Franziskaner in Kulmsee (polnisch Chełmża) in Polnisch-Preußen von 1625 bis 1810.

## Lage
Das Franziskanerkloster befand sich an der St.-Georgs-Kirche vor den Toren der mittelalterlichen Altstadt an der Straße nach Kulm (Chełmno). Es sind keine Gebäudereste erhalten.

## Geschichte
Das Kloster wurde 1625 eingeweiht. Es gehörte nicht zur Observanzbewegung. Die St.-Georgs-Kirche war eine Spitalkirche, von der die älteste Erwähnung von 1348 erhalten ist. Die Gründung erfolgte auf Initiative des Kanonikers und Administrators von Kulmsee Gabriel Provancius (Prowancjusz). Die Mönche betrieben das Spital.
1810 wurde das Kloster nach dem Übergang des Gebiets an das Königreich Preußen aufgelöst. 1818 starb der letzte dort noch lebende Franziskanerbruder. 1820 wurde die Kirche an eine evangelische Gemeinde übergeben. 1827 brannte sie nieder.